# Paul Jacobsthal
Pour les articles homonymes, voir Jacobsthal.
Paul Jacobsthal (Berlin, 23 février 1880 - Oxford, 27 octobre 1957) est un archéologue allemand. 
Il fut l'un des premiers à dresser des ponts entre histoire et préhistoire. Il s'est notamment intéressé à la période celtique et à ses connexions avec la Grèce antique.

## Biographie

### Formation
Paul Ferdinand Jacobsthal étudie à Berlin, Göttingen et Bonn, puis, sous la direction de Georg Loeschcke, présente une dissertation sur Der Blitz in der orientalischen und griechischen Kunst (1906), qui lui permet d'obtenir une bourse d'études de l'Institut archéologique allemand.

### Carrière
Assistant de Gustav Körte à Göttingen, il devient ensuite professeur à l'université de Marbourg et y obtient en 1920 la création d'une section de préhistoire. Il est professeur titulaire de la première chaire de pré- et protohistoire d'Allemagne (1927).
Il doit s'exiler en 1935, victime des lois raciales, et entre alors au Church College d'Oxford, en Angleterre. En 1947, il y obtient la chaire d'archéologie celtique.

### Travaux
Travaillant avec John Beazley sur la céramique grecque, il participe aux fouilles de Pergame. Il se spécialise dans l'étude des liens entre archéologie classique et préhistoire. Il est le premier à remarquer la grande qualité artistique de l'art celtique ancien et ses liens avec la culture grecque. Il démontre aussi l'importance des oppidums et des tombes princières du sud de l'Allemagne.

## Publications
- Theseus auf dem Meeresgrunde, 1911
- Göttinger Vasen, 1912
- Ornamente griechischer Vasen, 1927
- Die Bronzeschnabelkannen, 1929
- Die Melischen Reliefs, 1930
- Bilder griechischer Vasen, avec Beazley, 1930
- Early Celtic Art, 1944
- Greek Pins and their Connections with Europe and Asia, 1956